# Byneset
Byneset is een voormalige gemeente in Noorwegen. De gemeente lag in de toenmalige fylke Sør-Trøndelag. De gemeente werd in 1964 toegevoegd aan Trondheim. Op dat moment telde Byneset 2109 inwoners.
Byneset ligt op een schiereiland omgeven door het Trondheimfjord, ten westen van de stad Trondheim. De gemeente telde twee kernen, Spongdal en Rye. De parochiekerk, een stenen gebouw uit de 12e eeuw, staat een kilometer ten westen van Spongdal, vrijwel aan de kust. 
In 2025 haalde Byneset het wereldnieuws, toen een 135 meter lang vrachtschip op drift kwam en in een achtertuin. op enkele meters van een huis, aan de grond liep.